# Cerithiella insignis
Cerithiella insignis là một loài ốc biển rất nhỏ, là động vật thân mềm chân bụng sống ở biển trong họ Cerithiopsidae. Nó được Jeffreys mô tả năm 1885.